# Arnulfo I da Flandres
Arnulfo I da Flandres também chamado Arnulfo, o Grande ou Arnulfo "o Velho" (c. 890 - 27 de março de 965) foi o terceiro conde de Flandres, que governou o condado de Flandres, uma área que é agora o noroeste da Bélgica e no sudoeste da Holanda.

## Biografia
Arnulfo era filho do conde Balduíno II da Flandres (863 - Blandimberga, 4 de dezembro de 918) e Elfrida de Wessex, filha de Alfredo de Inglaterra 849 — 26 de outubro de 899), rei de Wessex desde 871 até sua morte. Através de sua mãe que ele era um descendente dos reis anglo-saxões da Inglaterra, e através de seu pai, descendente de Carlos Magno. Presumivelmente o nome Arnulfo foi dado em homenagem a Arnulfo de Metz, um progenitor do dinastia carolíngia.
Com a morte do pai em 918, Arnulfo tornou-se conde de Flandres, enquanto o seu irmão Adalolfo de Bolonha sucedeu o pai no condado de Bolonha. No entanto, em 933 Adalolfo morreu, e Arnulfo tomou posse do condado de Bolonha, que mais tarde passaria ao seu sobrinho, Arnulfo II de Bolonha.

## Relações familiares
Foi filho de Balduíno II da Flandres (863 - Blandimberga, 4 de dezembro de 918) e Elfrida de Wessex (877 - 7 de junho de 929), filha de Alfredo de Inglaterra. Foi casado mais do que uma vez, o nome da primeira esposa de Arnulfo é desconhecida, mas ele teve pelo menos uma filha com ela: 
1. N da Flandres; casada com Isaac de Cambrai, o seu filho Arnulfo de Cambrai sucedeu ao pai como Conde de Cambrai.[5]

Em 934 casou-se com Adela de Vermandois (c. 910 - 960), filha de Herberto II de Vermandois (884 — 23 de fevereiro de 943) e de Luitegarda de França, filha de Roberto I de França e de Adélia de Perthois, de quem teve:
1. Hildegarda da Flandres (c. 934 - 990), casou-se com Teodorico II da Frísia, Conde da Holanda;[5]
2. Liutgardo da Flandres (c. 935 - 962), casou com Vichmano IV de Hamaland;[5]
3. Egberto da Flandres, morreu 953;[5]
4. Balduíno III da Flandres (c. 940 - 1 de Janeiro de 962).[5] Casou com Matilde da Saxónia (c. 940 - 20 de maio de 1008), filha de Hermano I da Saxónia;
5. Elstrude de Gand; casada com Sigurdo de Guînes, conde de Guînes.[5]